# ハククラマ
ハククラマ（1956年4月3日 - 不明）は、日本の競走馬、種牡馬である。1959年に菊花賞で優勝し、同年度の啓衆社賞最良スプリンターに選出された。
※馬齢は旧表記とする。

## 経歴
1956年4月3日、千葉県の新堀牧場にて生誕。ハクチカラを所有した西博の所有馬となり、東京競馬場の尾形藤吉厩舎に入厩する。
1958年11月16日、東京競馬場での新馬戦（芝 1,000メートル）で初出走、尾形厩舎の主戦である保田隆芳が騎乗して1着となりデビュー戦白星を挙げる。明け4歳となったデビュー3戦目（1959年3月1日、東京競馬場）ではのちに東京優駿を制するコマツヒカリと対戦し、0秒1差の2着となる。その後、4月12日の四歳中距離特別（中山競馬場 芝1,800メートル）でコマツヒカリとふたたび対戦し、1着となる。その次の四歳オープンも勝ち、5月5日には東京優駿トライアルのNHK盃（東京競馬場 芝2,000メートル）に出走する。主戦の保田が尾形厩舎のハローモアに騎乗したため、八木沢勝美に乗り替わったが見せ場なく9着に敗れ、本番となった5月24日の第26回東京優駿は不良馬場に合わず、コマツヒカリの7着と敗れた。
東京優駿のあと、夏場を休養に充てたハククラマは、秋の緒戦として9月6日の京王盃オータムハンデキャップに出走、50キログラムの斤量を生かして重賞初制覇を果たす。その後9月27日に中山の特殊ハンデキャップ競走で2着となると、翌週の10月4日に連闘でセントライト記念（中山、芝2,400メートル）に出走、単勝1番人気に応えて2分31秒1と当時のレコードタイムで1着となり、重賞2勝目を挙げた。
11月15日に迎えた第20回菊花賞（京都競馬場 芝3,000メートル）では1番人気に支持され、スタートから先頭に立つと快調に走り、2着のハローモアに3馬身差をつけて3分7秒7のレコードタイム（当時）で逃げ切り、クラシック最後の一冠を制覇した。その年の第4回有馬記念ではファン投票で11,438票を獲得して1位で選出されて出走したが、ガーネツトの12着と敗れた。この有馬記念12着は、2014年現在でもファン投票1位出走馬の最低着順（ただし、競走中止をのぞく）である。
1960年、明け5歳となるとオープン競走を2度走っていずれも2着、5月8日の東京盃（東京 芝2,400メートル）は8着、6月5日の安田記念（東京 芝1,800メートル）は6着と敗れた。安田記念の翌週の6月11日のオープン競走に出走し、1着となった。6月26日の日本経済賞でオーテモン（1960年の天皇賞（秋）優勝馬）の2着と敗れたのが現役最後のレースとなった。
引退後のハククラマは種牡馬となったが、これといった産駒は出していない。

## おもな勝鞍
- 京王盃オータムハンデキャップ
- セントライト記念
- 菊花賞

## 血統表
| ハククラマの血統（ハイペリオン系／Manna 3×4=18.75%、Gainsborough 3×5=15.63%、Buchan 4×5=9.38%、Swynford 5×5=6.25%） | ハククラマの血統（ハイペリオン系／Manna 3×4=18.75%、Gainsborough 3×5=15.63%、Buchan 4×5=9.38%、Swynford 5×5=6.25%） | ハククラマの血統（ハイペリオン系／Manna 3×4=18.75%、Gainsborough 3×5=15.63%、Buchan 4×5=9.38%、Swynford 5×5=6.25%） | （血統表の出典） | （血統表の出典） |
| 父 *ライジングライト Risin Light 1942 鹿毛                                                                          | 父の父Hyperion 1930 栗毛                                                                                            | Gainsborough | Bayardo          | Bayardo          |
| 父 *ライジングライト Risin Light 1942 鹿毛                                                                          | 父の父Hyperion 1930 栗毛                                                                                            | Gainsborough | Rosedrop         |                  |
| 父 *ライジングライト Risin Light 1942 鹿毛                                                                          | 父の父Hyperion 1930 栗毛                                                                                            | Selene | Chaucer          | Chaucer          |
| 父 *ライジングライト Risin Light 1942 鹿毛                                                                          | 父の父Hyperion 1930 栗毛                                                                                            | Selene | Serenissima      |                  |
| 父 *ライジングライト Risin Light 1942 鹿毛                                                                          | 父の母Bread Card 1931 鹿毛                                                                                          | Manna | Phalaris         | Phalaris         |
| 父 *ライジングライト Risin Light 1942 鹿毛                                                                          | 父の母Bread Card 1931 鹿毛                                                                                          | Manna | Waffles          |                  |
| 父 *ライジングライト Risin Light 1942 鹿毛                                                                          | 父の母Bread Card 1931 鹿毛                                                                                          | Book Debt | Buchan           | Buchan           |
| 父 *ライジングライト Risin Light 1942 鹿毛                                                                          | 父の母Bread Card 1931 鹿毛                                                                                          | Book Debt | Popingaol        |                  |
| 母 アトムシンボリ 1949 鹿毛                                                                                         | 母の父ミルトン 1936 鹿毛                                                                                            | Miracle | Manna            | Manna            |
| 母 アトムシンボリ 1949 鹿毛                                                                                         | 母の父ミルトン 1936 鹿毛                                                                                            | Miracle | Brodick Bay      |                  |
| 母 アトムシンボリ 1949 鹿毛                                                                                         | 母の父ミルトン 1936 鹿毛                                                                                            | *シガアナ | Solario          | Solario          |
| 母 アトムシンボリ 1949 鹿毛                                                                                         | 母の父ミルトン 1936 鹿毛                                                                                            | *シガアナ | Granada          |                  |
| 母 アトムシンボリ 1949 鹿毛                                                                                         | 母の母神鈴 1939 鹿毛                                                                                                | *プリメロ | Blandford        | Blandford        |
| 母 アトムシンボリ 1949 鹿毛                                                                                         | 母の母神鈴 1939 鹿毛                                                                                                | *プリメロ | Ahtasi           |                  |
| 母 アトムシンボリ 1949 鹿毛                                                                                         | 母の母神鈴 1939 鹿毛                                                                                                | *スリリング | Theo Bold        | Theo Bold        |
| 母 アトムシンボリ 1949 鹿毛                                                                                         | 母の母神鈴 1939 鹿毛                                                                                                | *スリリング | Ling F-No.9-e    |                  |